# Isla El Crestón
Isla El Crestón är en ö i Mexiko precis utanför kusten för staden Mazatlán i delstaten Sinaloa, i den västra delen av landet.